# Thích Lệ Trang
Hòa thượng Thích Lệ Trang sinh năm 1958, là một tu sĩ Phật giáo Việt Nam, hiện tại là Trưởng ban Ban Trị sự kiêm Trưởng ban Tăng sự Giáo hội Phật giáo Việt Nam Thành phố Hồ Chí Minh, Phó chủ tịch Hội đồng Trị sự Giáo hội Phật giáo Việt Nam, Trưởng ban Nghi lễ Trung ương, trụ trì chùa Huê Nghiêm (Thành phố Thủ Đức, Thành phố Hồ Chí Minh), chùa Định Thành (Quận 10, Thành phố Hồ Chí Minh), chùa Hội Phước (Châu Thành, Đồng Tháp).

## Tiểu sử[1]
Thích Lệ Trang tên khai sinh là Lê Văn Giỏi, sinh năm 1958 tại tỉnh Đồng Tháp. 
Hoà thượng Thích Lệ Trang xuất gia từ năm 1973 với Hòa thượng Thích Vĩnh Đạt tại chùa Hương, Thành phố Sa Đéc, Đồng Tháp. Hiện nay, Hòa thượng đang trú xứ tại Chùa Định Thành (quận 10), trụ trì chùa Huê Nghiêm (phường Bình Khánh, thành phố Thủ Đức).
Hòa thượng Thích Lệ Trang cũng là người đầu tiên ở Việt Nam đưa kinh Nhật Tụng Thiền Môn 2000 vào thời công phu chiều để hành trì tại chùa Viên Giác quận Tân Bình, Thành phố Hồ Chí Minh.

## Vai trò trong Giáo hội Phật giáo Việt Nam

### Trước 2017:
1. Phó Trưởng ban Nghi lễ Trung ương GHPGVN, Trưởng ban Nghi lễ Giáo hội Phật giáo Việt Nam TP.HCM.

### Nhiệm kỳ 2017 - 2022[2]:
1. Ủy viên Hội đồng Trị sự GHPGVN, Phó Trưởng Ban Nghi lễ Trung ương Giáo hội Phật giáo Việt Nam
2. Phó Trưởng ban Trị sự, kiêm Trưởng ban Nghi lễ Giáo hội Phật giáo Việt Nam Thành phố Hồ Chí Minh

### Nhiệm kỳ 2022 - 2027:
1. Phó chủ tịch Hội đồng Trị sự GHPGVN, Trưởng ban Nghi lễ Phật giáo Giáo hội Phật giáo Việt Nam [3]

1. Trưởng ban Ban Trị sự kiêm Trưởng ban Tăng sự Giáo hội Phật giáo Việt Nam tại Thành phố Hồ Chí Minh[4]

## Vai trò trong Mặt trận Tổ quốc Việt Nam
Sáng ngày 29/7/2022, Hội nghị Ủy ban MTTQVN TP.HCM lần thứ VIII, khóa XI, nhiệm kỳ 2019-2024 diễn ra tại trụ sở Ủy ban MTTQVN TP.HCM (quận 1). Theo đó, Hòa thượng Thích Lệ Trang, Trưởng ban Trị sự GHPGVN TP.HCM được đại biểu hiện diện hiệp thương thống nhất thông qua chức danh Phó Chủ tịch không chuyên trách Ủy ban MTTQVN TP.HCM khóa XI, nhiệm kỳ 2019-2024, là lãnh đạo tổ chức thành viên, thay cho Trưởng lão Hòa thượng Thích Trí Quảng, Quyền Pháp chủ GHPGVN, nguyên Trưởng ban Trị sự GHPGVN TP.HCM.

## Trụ trì:
1. Trụ trì Chùa Định Thành, quận 10, Thành phố Hồ Chí Minh.
2. Trụ trì Chùa Hội Phước, Huyện Châu Thành, tỉnh Đồng Tháp.
3. Sáng ngày 4/5/2017 (9-4 ÂL), tại chùa Huê Nghiêm (Phường Bình Khánh, Quận 2, Thành phố Hồ Chí Minh) nay là Thành phố Thủ Đức, Thành phố Hồ Chí Minh trang nghiêm tổ chức lễ công bố và trao quyết định bổ nhiệm trụ trì cho TT. Thích Lệ Trang.